# الديوان الأميري الكويتي
الديوان الأميري الكويتي هو جهاز إداري كويتي يتبع أمير دولة الكويت، ويعد رمزًا من رموز السيادة في الكويت، وهو المقر والمركز الدائم لسادة الحكم في البلاد، ومقره قصر السيف وقصر بيان في مدينة الكويت وتأسس الديوان في سنة 1962، وزير شؤون الديوان الأميري حالياً هو الشيخ محمد عبدالله المبارك الصباح منذ 11 أغسطس 2021.

## نبذة تاريخية
نتيجة لاكتساب الكويت شهرة واسعة لموقعها الجغرافي المتميز، وتوسع نشاط التجارة في حكم مبارك بن صباح الصباح عام 1896م، وتوافد العديد من الوفود والتجار إلى الكويت أو من خلالها، برزت أهمية بناء قصر يمثل مقراً للحاكم ومركزاً للحكم، ولذلك قرر بناء قصر يقع على البحر «السيف» في عام 1904م، وسمي لاحقاً بقصر السيف.
ومنذ ذلك الحين، ومع تعاقب أمراء الكويت على الحكـم، تم الاهتمام بتطوير وتوسعة قصر السيف باعتباره جزءاً لا يتجزأ من تاريخ وحضارة الكويت وحكامها الكرام، وكان أول من قام بتجديده الأمير الراحل الشيخ سالم المبارك الصباح وذلك في عام 1917م، وقد كتب على بوابة القصر العبارة المشهورة :«لو دامت لغيرك ما وصلت إليك».
ومن ثم قام الأمير الراحل الشيخ عبد الله السالم الصباح بإجراء بعض التعديلات والإضافات على مبنى القصر، وذلك في عام 1961م، وفي نهاية عام 1962م أُطلق عليه اسم «الديوان الأميري».
ومع التطور الحضاري الكبير الذي شهدته دولة الكويت في سنواتها الأخيرة، برزت الحاجة الملحة لتوسعة مبني الديوان الأميري، وبشكل يتناسب مع مكانة دولة الكويت المرموقة بين دول العالم، لذا باشرت الدولة تنفيذ أعمال مشروع الديوان الأميري الجديد في عام 1987م، وتوقف العمل بالمشروع بعد كارثة عام 1990م على دولة الكويت، ليستكمل العمل بعدها على قدم وساق حتى تم إنجاز المشروع الذي يشمل مبنى الديوان الأميري ومبنى ديوان ولي العهد وديوان رئيس مجلس الوزراء بالإضافة إلى مبنى قاعة اجتماعات مجلس الوزراء والأمانة العامة لمجلس الوزراء.
أما بالنسبة لمباني قصر السيف القديم، فقد وضعت الدولة خطة عمل خاصة من أجل ترميم وإعادة تأهيل مباني القصر دون المساس بالصبغة التاريخية وبالطابع التاريخي المتميز لهذا البناء على مر السنين.

## وزراء الديوان الأميري

### وزراء شؤون الديوان الأميري
|   | الاسم                                       | الصورة | فترة تولي المنصب | فترة تولي المنصب |
| - | ------------------------------------------- | ------ | ---------------- | ---------------- |
| 1 | الشيخ خالد الأحمد الجابر الصباح (1935–2011) |        | 1978             | 10 سبتمبر 1991   |
| 2 | الشيخ ناصر المحمد الأحمد الصباح (1940–)     |        | 10 سبتمبر 1991   | 7 فبراير 2006    |
| 3 | الشيخ ناصر صباح الأحمد الصباح (1948–2020)   |        | 11 فبراير 2006   | 11 ديسمبر 2017   |
| 4 | الشيخ علي جراح الصباح (1950–)               |        | 19 ديسمبر 2017   | 27 يوليو 2021    |
| 5 | الشيخ محمد عبدالله المبارك الصباح (1971–)   |        | 11 أغسطس 2021    | حتى الآن         |

### نواب وزير شؤون الديوان الأميري
|   | الاسم                                     | الصورة | فترة تولي المنصب | فترة تولي المنصب |
| - | ----------------------------------------- | ------ | ---------------- | ---------------- |
| 1 | الشيخ علي جراح الصباح (1950-)             |        | 28 يوليو 2007    | 19 ديسمبر 2017   |
| 2 | الشيخ محمد عبدالله المبارك الصباح (1971–) |        | 19 ديسمبر 2017   | 12 أغسطس 2021    |

## رؤساء الديوان الأميري

### رؤساء الديوان الأميري
|   | الاسم                                       | الصورة | بداية الفترة   | نهاية الفترة |
| - | ------------------------------------------- | ------ | -------------- | ------------ |
| 1 | الشيخ خالد الأحمد الجابر الصباح (1935–2011) |        | 29 نوفمبر 1961 | 1978         |
| 2 | الشيخ مبارك الفيصل السعود الصباح (1951–)    |        | 12 أكتوبر 2020 | حتى الآن     |

## كبار الشخصيات بالديوان الأميري
- وزير شؤون الديوان الأميري: الشيخ محمد عبد الله المبارك الصباح
- رئيس الديوان الأميري: الشيخ مبارك الفيصل السعود الصباح.
- نائب وزير شؤون الديوان الأميري: شاغر
- وكيل الديوان الأميري ومدير مكتب أمير البلاد: أحمد فهد سليمان الفهد
- رئيس المراسم والتشريفات الأميرية: الشيخ خالد العبدالله الصباح الناصر الصباح